# Scabridens
Scabridens là một chi rêu trong họ Leucodontaceae.